# Kejsarparadisfågel
Kejsarparadisfågel (Paradisaea guilielmi) är en fågel i familjen paradisfåglar inom ordningen tättingar.

## Utbredning och systematik
Fågeln förekommer på nordöstra Nya Guinea (lägre bergsområden på Huonhalvön). Den behandlas som monotypisk, det vill säga att den inte delas in i några underarter.

## Status
IUCN kategoriserar arten som nära hotad.